# Jorge Dezcallar
Jorge Dezcallar de Mazarredo, né à Palma de Majorque le 3 novembre 1945, est un diplomate espagnol, ambassadeur d'Espagne aux États-Unis depuis juillet 2008.

## Biographie
Licencié en droit, il entre dans la carrière diplomatique en 1971. Il est ambassadeur au Maroc de 1997 à 2001, date à laquelle le gouvernement de José María Aznar le nomme directeur du Centre supérieur d'information de la Défense, devenu en 2002 Centre national de renseignement (Centro Nacional de Inteligencia), le service espagnol de renseignement et de contre-espionnage. Après les élections législatives de 2004, il est nommé ambassadeur auprès du Vatican, charge dont il est relevé en 2006. Il travaille alors comme consultant pour la société Repsol, jusqu'à sa nomination par le Conseil des ministres comme ambassadeur d'Espagne à Washington en juillet 2008.
Deux de ses frères sont également diplomates : Rafael, actuellement ambassadeur d'Espagne en Allemagne, et Alonso, actuellement ambassadeur d'Espagne en Mauritanie.

## Publications
- Joyas bereberes de la Colección Jorge Dezcallar de Mazarredo [catálogo], Madrid: Kafir Asesores, 2009.  (ISBN 9788461315819)
- Hulîy amâzigiyya min maymû'at Jûrjî Dîthkâyâr / Joyas bereberes de la colección Jorge Dezcallar [catálogo], Madrid: Casa Árabe e Instituto Internacional de Estudios Árabes y del Mundo Musulmán, 2011.  (ISBN 9788461554171)
- El pirata bien educado y sus amigos [relatos], ilustrado por Emilio Urberuaga, Madrid: Siruela, 2015.  (ISBN 9788416280483)
- Valió la pena [memorias], Barcelona: Península, 2015.  (ISBN 9788499424491)
- El anticuario de Teherán: Historias de una vida diplomática, Barcelona: Península, 2018.  (ISBN 9788499426884)
- Espía accidental, Madrid: La esfera de los libros, 2021  (ISBN 9788413841823)
- Abrazar el mundo. Geopolítica: hacia dónde vamos, Madrid: La esfera de los libros, 2022  (ISBN 9788413843261)
- Operación Falsa Bandera, Madrid: La esfera de los libros, 2023  (ISBN 9788413846132)